# جوزپه پیلون
جوزپه پیلون (انگلیسی: Giuseppe Pillon؛ زادهٔ ۸ فوریهٔ ۱۹۵۶) بازیکن فوتبال اهل ایتالیا است.
از باشگاه‌هایی که در آن بازی کرده‌است می‌توان به باشگاه فوتبال پادوا، باشگاه فوتبال اسپتزیا، باشگاه فوتبال آلساندریا، و باشگاه فوتبال یوونتوس اشاره کرد.